# Wilhelm Platz
Philipp Wilhelm Platz (* 7. Juni 1866 in Weinheim; † 17. November 1929 in Freudenstadt) war ein deutscher Schriftsteller.
Er war der Sohn des Maschinenfabrikanten Philipp Platz und der Elisabetha geb. Büchel sowie Enkel des Mechanikers Wilhelm Platz, des Gründers der Badenia Maschinenfabrik in Weinheim. In Karlsruhe wurde er Mitglied des Corps Cheruskia. Philipp Wilhelm Platz wurde bekannt als „Dichter und Ingenieur“ durch die Veröffentlichung verschiedener Werke mit Odenwälder und Kurpfälzer Bezug.

## Werke
- Aus Herrn Selberts altem Notizbuch – Erinnerungen eines Ingenieurs. Leipzig 1923
- Aus Herrn Selberts neuem Notizbuch. Leipzig 1923
- Die Frithjof Sage. Ludwigshafen 1925